# Joey Cape
Randal Joseph "Joey" Cape, född 16 november 1966, I Santa Barbara, Kalifornien, USA, är en amerikansk sångare, singer-songwriter och musikproducent.
Cape är känd som sångare och frontman i banden Lagwagon, Me First and the Gimme Gimmes och Bad Astronaut.

## Diskografi
Soloalbum
- 2008 – Bridge
- 2011 – Doesn't Play Well with Others
- 2015 – Stitch Puppy
- 2016 – One Week Record [3]
- 2019 – Let Me Know When You Give Up

Singlar
- 2009 – "Who Wants to Get Down?" ("I'm Not Gonna Save You" / "Brave With Strangers", split 7": Joey Cape / Jon Snodgrass)
- 2009 – "Under The Influence Vol. 11" ("Watch Me Bleed" / "Turnstile", split 7": Joey Cape / Mike Hale)
- 2010 – "Chemical Upgrade" / "The Contortionist" (split 7": Tony Sly / Joey Cape)

Annat
- 2004 – Acoustic (split album med Tony Sly, sångare i No Use for a Name.) [4]
- 2010 – Liverbirds (Joey Cape & Jon Snodgrass)
- 2010 – Don't Wake Up The Kids!! (split album med Ken Yokoyama & Duncan Redmonds)
- 2012 – Acoustic Volume Two (split album med Tony Sly)
- 2012 – Joey Cape / Hugo Mudie & The City Streets (split EP: Joey Cape / Hugo Mudie & The City Streets)
- 2015 – One Weekend EP
- 2015 – Daytrotter Session (5 x mp3-filer)